# Cathrine Wesselová
Cathrine Wesselová (nepřechýleně Cathrine Wessel; * ?) je norská fotografka působící v New Yorku. Její práce byly publikovány v různých mezinárodních časopisech, jako je Elle, Women's Health, Glamour a Condé Nast Traveler.

## Životopis
Wesselová začala svou kariéru dokumentováním hudebního průmyslu. Odtud pokračovala k portrétování umělců a hudebních vydavatelství. Wesselová později přešla z hudební scény k zaměření na sport a módu.
Wesselová a její manžel Stian Tolnæs vlastní luxusní vlněnou řadu oblečení With & Wessel.